# Бариль, Бенуа
Бенуа Бариль (фр. Benoit Baril; род. 1960 году в Квебеке) — канадский конькобежец, специализирующийся в шорт-треке. 5-и кратный чемпион мира, в том числе абсолютный чемпион мира в Медоне 1981 года.

## Биография
Бенуа Бариль впервые выступил на домашнем чемпионате мира в Квебеке 1979 году, где сразу получил золотую медаль в эстафете вместе с братом Луи Барилем, Гаэтаном Буше, Луи Гренье. В этом составе они ещё дважды выигрывали золото на следующих двух чемпионатах в Милане 1980 года и Медоне. В 1981 году на первом официальном под эгидой ISU чемпионате мира в Медоне Бариль упал на 500 метров, выиграл на дистанции 1000 метров, стал вторым на 1500 метров, проиграл только своему брату Луи Барилю, вышел в финал на 3000 метров и занял второе место. В итоге с 12 очками выиграл в абсолютном зачёте у двукратного чемпиона мира Гаэтана Буше, который набрал 8 очков. А под конец ещё и в эстафете взял золото. В 1982 году Бариль, в отличие от брата, не отобрался на очередное мировое первенство, а потом и вовсе ушёл из спорта.